# VERY BEST CRUSADERS
『VERY BEST CRUSADERS』（ベリー・ベスト・クルセイダース）は、日本のロックバンド、BEAT CRUSADERSのベスト・アルバム。2009年2月18日、デフスターレコーズよりリリース。

## 概要
- メジャーデビュー5周年を記念したベスト・アルバム。バンドとしては通算2枚目、現メンバーでは初のベスト・アルバムである。
- 本作は通常盤と初回生産限定盤の2形態で発売される（後述）。初回盤には、配信限定曲が2曲収録され、通常盤はそれを埋める形でカバーアルバム『MUSICRUSADERS』から2曲追加収録される。どちらも23曲、CD収録可能分数（80分）ギリギリの約78分収録というボリュームである。
- 収録曲は曲間を空けず、曲の終了後すぐ次曲が始まるように編集されている。そのため一部フェードアウトが早くなったり、余韻が短くなっている曲がある。
- 本作にはDVDが付属される（収録内容は初回盤・通常盤共通）。
- 本作の発売に合わせ、「SUMMEREND」「PHANTOM PLANET」「Have You Seen Her Happy?」の3曲のPVが製作された。
- 本作にはメンバーからのサプライズが仕掛けられており、1万枚に1枚の確率でメンバーからの直筆メッセージが書かれている。なお、このメッセージは冷凍庫（-10℃程度）で約1分程冷やさないと現れない[1]。

## 収録曲

### 初回生産限定盤
1. LAST GOOD-BYE (2:07)
ミニアルバム『A PopCALYPSE NOW 〜地獄のPOP示録〜』収録曲
2. JAPANESE GIRL (2:32)
『A PopCALYPSE NOW 〜地獄のPOP示録〜』、1stアルバム『P.O.A. -POP ON ARRIVAL-』収録曲
3. LOVE DISCHORD (3:59) 
『A PopCALYPSE NOW 〜地獄のPOP示録〜』、『P.O.A. -POP ON ARRIVAL-』収録曲
4. HIT IN THE USA (2:57) 
シングル曲、『P.O.A. -POP ON ARRIVAL-』収録曲
アニメ『BECK』オープニングテーマ
5. FEEL (2:46)
シングル曲、『P.O.A. -POP ON ARRIVAL-』収録曲
テレビ朝日系『アドレな!ガレッジ』エンディングテーマ
6. BANG! BANG! (3:14)
シングル「FEEL」カップリング曲
オリジナルのイントロは、本楽曲と同じカップリング曲「SIBERIAN GIANT」のアウトロとのクロスフェードであったが、こちらはクリアな状態で収録。
7. LOVEPOTION #9 (2:46)
『P.O.A. -POP ON ARRIVAL-』収録曲
8. ISOLATIONS (2:14)
『P.O.A. -POP ON ARRIVAL-』収録曲
9. I CAN SEE CLEARLY NOW (2:35)
カバーアルバム『MUSICRUSADERS』収録曲
編集の都合上、アウトロの余韻が短くなっている。
10. DAY AFTER DAY (3:48)
シングル曲、 2ndアルバム『EpopMAKING -Popとの遭遇-』収録曲
編集の都合上、アウトロのフェードアウトが早くなっている。
世界最大級のスノーボード国際大会「X-TRAIL JAM IN TOKYO DOME」'05公式イメージソング
11. SOLITAIRE (3:30)
シングル曲、『EpopMAKING -Popとの遭遇-』収録曲
編集の都合上、アウトロの余韻が短くなっている。
日本テレビ系「2006 WBC」テーマソング
12. TONIGHT, TONIGHT, TONIGHT (2:44) 
シングル曲、『EpopMAKING -Popとの遭遇-』収録曲
テレビ東京系アニメ『BLEACH』オープニングテーマ
13. GHOST (4:07)
シングル曲、 『EpopMAKING -Popとの遭遇-』収録曲
14. CUM ON FEEL THE NOIZE (2:49)
『EpopMAKING -Popとの遭遇-』収録曲
マツモトキヨシCM『MKカスタマー水虫薬シリーズ』CMソング
15. HEY×2 LOOK×2 (2:27)
『EpopMAKING -Popとの遭遇-』収録曲
アメリカ放送のアニメ『KAPPA MIKEY』主題歌
16. LET'S ESCAPE TOGETHER (4:34)
『EpopMAKING -Popとの遭遇-』収録曲
編集の都合上、アウトロがフェードアウトになっている。
17. WINTERLONG (3:42)
シングル曲、 3rdアルバム『popdod』収録曲
アニメ『獣神演武』オープニングテーマ
18. TIME FLIES, EVERYTHING GOES (2:46) 
『popdod』収録曲
TVQ九州放送『TVQスーパースタジアム』2009年度テーマソング
19. WORK IT OUT (3:41)
『popdod』収録曲
20. CHINESE JET SET (3:55)
『popdod』収録曲
21. SUMMEREND (5:17)
『popdod』収録曲
本作の発売に合わせ、PVが製作された。ディレクターはヒダカトオル。
22. PHANTOM PLANET (5:12)　　（※初回生産限定盤のみ収録）
プレイステーション3用ゲームソフト「リトルビッグプラネット」TV-CFソング
配信限定曲、初CD化。
本作の発売に合わせ、PVが製作された。
23. HAVE YOU SEEN HER HAPPY? (4:22)　　（※初回生産限定盤のみ収録）
映画『小森生活向上クラブ』主題歌（主演：古田新太）
配信限定曲、初CD化。
本作の発売に合わせ、PVが製作された。

### 通常盤
1. LAST GOOD-BYE (2:07)
2. JAPANESE GIRL (2:32)
3. LOVE DISCHORD (3:59)
4. HIT IN THE USA (2:57)
5. FEEL (2:46)
6. BANG! BANG! (3:14)
7. LOVEPOTION #9 (2:46)
8. ISOLATIONS (2:14)
9. I CAN SEE CLEARLY NOW (2:35)
10. IMAGINE? (3:08) 　（※通常盤のみ収録）　
カバーアルバム『MUSICRUSADERS』収録曲
編集の都合上、イントロのバスドラム部分がカットされている。
11. DANCING QUEEN (3:10) 　（※通常盤のみ収録）
『MUSICRUSADERS』収録曲
12. DAY AFTER DAY (3:48)
13. SOLITAIRE (3:30)
14. TONIGHT, TONIGHT, TONIGHT (2:44)
15. GHOST (4:07)
16. CUM ON FEEL THE NOIZE (2:49)
17. HEY×2 LOOK×2 (2:27)
18. LET'S ESCAPE TOGETHER (4:34)
19. WINTERLONG (3:42)
20. TIME FLIES, EVERYTHING GOES (2:46)
21. WORK IT OUT (3:41)
22. CHINESE JET SET (3:55)
23. SUMMEREND (5:17)

全作詞：ヒダカトオル　作曲・編曲：BEAT CRUSADERS
「I CAN SEE CLEARLY NOW」(#9) （作詞・作曲：JOHNNY NASH　編曲：BEAT CRUSADERS）
「IMAGINE?」(通常盤　#10) （作詞・作曲：ヒダカトオル　編曲：BEAT CRUSADERS）
「DANCING QUEEN」(通常盤　#11)  （作詞・作曲：BENNY ANDERSON,STIG ANDERSON,BJOERN K. ULVAEUS　編曲：BEAT CRUSAERS）

### 初回限定盤DVD
- 現メンバーでのメジャーデビュー前夜から、BOYZ OF SUMMER'08のライブ映像で構成されている。本編終了後には、ツアー「Oh My Zepp」およびライブDVD発売の告知映像を収録。

1. TIME FLIES, EVERYTHING GOES
2. FOLLOW ME
3. DROOG IN A SLUM
4. ISOTONIC
5. E.C.D.T.
6. TONIGHT,TONIGHT,TONIGHT
7. HIT IN THE USA
8. GHOST
9. SUMMEREND
10. LITTLE BITCH

1. FOOL GROOVE
2. BE MY WIFE